# Vereniging voor Experimenteel Radio Onderzoek Nederland
De Vereniging voor Experimenteel Radio Onderzoek Nederland (VERON) is op 21 oktober 1945 opgericht ter bevordering van de beoefening van amateur-radiocommunicatie en het hiermee verband houdende experimenteel radio- en elektronica-onderzoek.

## Organisatie
De VERON is een vereniging met anno 2018 ca. 6400 leden, georganiseerd in 63 afdelingen in Nederland. De gemeenschappelijke interesse van de leden, amateurs en professioneel, betreft het experimenteren met radiocommunicatie. Dit gebeurt zowel op individuele basis als in groepsverband. Het verenigingsorgaan Electron verschijnt 12 maal per jaar en bevat naast verenigingsnieuws ook technische artikelen over zend- en ontvangtechnieken.

### Activiteiten
In wedstrijdverband worden regelmatig wedstrijden (contesten) georganiseerd. Het gaat daarbij om het maken van zo veel mogelijk verbindingen in een beperkte tijd. Expedities (DXpedities) naar weinig toegankelijke plekken op aarde stellen hoge eisen aan apparatuur en mensen, en aan kennis van de voortplanting van radiogolven.

#### Theorie en praktijk
Het experimenteren met antennes, elektronica en het toepassen van computers, tablets en smartphones bij het decoderen van digitale communicatiemodes is erg populair, evenals het experimenteren met software-defined radio.
Bij het zogenaamde vossenjagen, staat het experimenteren met radioplaatsbepaling centraal. Veel afdelingen verzorgen cursussen die opleiden voor het zendexamen, zelfbouwactiviteiten en meetdagen.

#### Dag voor de Radio Amateur
Jaarlijks wordt de Dag voor de Radio Amateur georganiseerd. Op deze dag vindt ook de benoeming van de Amateur van het Jaar plaats.

#### Pinksterkamp
Ieder jaar wordt er een kampeerevenement speciaal voor zendamateurs georganiseerd. Dit gebeurde voor het eerst in augustus 1966 op de Leusderheide. De daarop volgende jaren werd dit kamp met Pinksteren gehouden onder de naam Pinksterkamp.

### Internationale contacten
De VERON is de Nederlandse sectie van Region 1 van de "International Amateur Radio Union" (IARU). Het radioamateurisme is een wereldomvattende gemeenschap waarbij vrijwel alle landen zijn aangesloten. Hoewel de radio-uitzendingen onderhevig zijn aan de wetten van de afzonderlijke landen, wordt door de IARU een grote mate van overeenstemming bereikt in de aan de radioamateurs toegewezen radiofrequenties. Door het internationale karakter worden veel grensoverschrijdende contacten gelegd. Op gezette tijden vinden radiorondes plaats, waarbij afhankelijk van onder andere de propagatiecondities, gesprekken tussen radioamateurs in meerdere landen van de wereld worden gevoerd.

### Verenigingsstation PI4AA
Het verenigingsstation van de VERON is PI4AA, dat elke eerste vrijdag van de maand uitzendt vanuit Hilversum.